# Erin (Irlandia)
Erin – zangielszczona forma irlandzkiego Éirinn (celownik od Éire "Irlandia"),  według irlandzkiej mitologii i folkloru to starożytna goidelska nazwa Irlandii nadana jej przez Milezjan, na cześć bogini Ériu. Nacjonaliści irlandzcy z dziewiętnastego wieku używali słowa Erin jako poetyckiej nazwy Irlandii podczas dyskusji o stosunkach Zielonej Wyspy z Brytanią, używając m.in. chwytliwego zwrotu "Niech Erin pamięta" (ang. Let Erin Remember).